# Giro del Trentino 1987
Il Giro del Trentino 1987, undicesima edizione della corsa, si svolse dal 6 al 9 maggio su un percorso di 595 km ripartiti in 3 tappe più un cronoprologo, con partenza a Serrada e arrivo ad Arco. Fu vinto dall'italiano Claudio Corti della Chateau d'Ax davanti al suo connazionale Gianbattista Baronchelli e allo svizzero Tony Rominger.

## Tappe
| Tappa  | Data     | Percorso                               | km  | Vincitore di tappa   | Leader cl. generale |
| ------ | -------- | -------------------------------------- | --- | -------------------- | ------------------- |
| Prol.  | 6 maggio | Serrada > Folgaria (cron. individuale) | 5,8 | Francesco Moser      | Francesco Moser     |
| 1ª     | 7 maggio | Folgaria > Predazzo                    | 171 | Raul Alcala Gallegos | Francesco Moser     |
| 2ª     | 8 maggio | Predazzo > Peio Fonti                  | 199 | Claudio Corti        | Francesco Moser     |
| 3ª     | 9 maggio | Peio Fonti > Arco                      | 219 | Gianni Bugno         | Claudio Corti       |
| Totale | Totale   | Totale                                 | 595 |                      |                     |

## Dettagli delle tappe

### Prologo
- 6 maggio: Serrada > Folgaria (cron. individuale) – 5,8 km

| Pos. | Corridore                | Squadra      | Tempo |
| ---- | ------------------------ | ------------ | ----- |
| 1    | Francesco Moser          | Chateau d'Ax | 6'22" |
| 2    | Gianbattista Baronchelli | Del Tongo    | a 16" |
| 3    | Daniele Caroli           | Ecoflam      | a 17" |

| Pos. | Corridore       | Squadra      | Tempo |
| ---- | --------------- | ------------ | ----- |
| 1    | Francesco Moser | Chateau d'Ax |       |

### 1ª tappa
- 7 maggio: Folgaria > Predazzo – 171 km

| Pos. | Corridore                | Squadra      | Tempo    |
| ---- | ------------------------ | ------------ | -------- |
| 1    | Raul Alcala Gallegos     | 7-Eleven     | 4h53'09" |
| 2    | Francesco Moser          | Chateau d'Ax | s.t.     |
| 3    | Gianbattista Baronchelli | Del Tongo    | s.t.     |

| Pos. | Corridore       | Squadra      | Tempo |
| ---- | --------------- | ------------ | ----- |
| 1    | Francesco Moser | Chateau d'Ax |       |

### 2ª tappa
- 8 maggio: Predazzo > Peio Fonti – 199 km

| Pos. | Corridore        | Squadra      | Tempo    |
| ---- | ---------------- | ------------ | -------- |
| 1    | Claudio Corti    | Chateau d'Ax | 5h12'37" |
| 2    | Stefano Tomasini | Remac-Fanini | a 5"     |
| 3    | Gianni Bugno     | Atala-Ofmega | a 12"    |

| Pos. | Corridore       | Squadra      | Tempo |
| ---- | --------------- | ------------ | ----- |
| 1    | Francesco Moser | Chateau d'Ax |       |

### 3ª tappa
- 9 maggio: Peio Fonti > Arco – 219 km

| Pos. | Corridore      | Squadra       | Tempo    |
| ---- | -------------- | ------------- | -------- |
| 1    | Gianni Bugno   | Atala-Ofmega  | 5h22'46" |
| 2    | Marco Saligari | Ariostea-Gres | s.t.     |
| 3    | Paul Popp      | Paini-Sidi    | s.t.     |

| Pos. | Corridore                | Squadra      | Tempo     |
| ---- | ------------------------ | ------------ | --------- |
| 1    | Claudio Corti            | Chateau d'Ax | 15h35'16" |
| 2    | Gianbattista Baronchelli | Del Tongo    | a 4"      |
| 3    | Tony Rominger            | Chateau d'Ax | a 10"     |

## Classifiche finali

### Classifica generale
| Pos. | Corridore                | Squadra                | Tempo     |
| ---- | ------------------------ | ---------------------- | --------- |
| 1    | Claudio Corti            | Chateau d'Ax           | 15h35'16" |
| 2    | Gianbattista Baronchelli | Del Tongo-Colnago      | a 4"      |
| 3    | Tony Rominger            | Chateau d'Ax           | a 10"     |
| 4    | Francesco Moser          | Chateau d'Ax           | a 11"     |
| 5    | Raul Alcala Gallegos     | 7-Eleven-Hoonved       | a 12"     |
| 6    | Alberto Volpi            | Gewiss-Bianchi         | a 55"     |
| 7    | Mario Beccia             | Remac-Fanini           | a 57"     |
| 8    | Ezio Moroni              | Atala-Ofmega           | a 1'04"   |
| 9    | Alberto Elli             | Remac-Fanini           | a 1'21"   |
| 10   | Marco Giovannetti        | Gis Gelati-Jollyscarpe | a 1'31"   |